# Lotus Eletre
La Lotus Eletre (nome in codice Lambda e Type 132) è un'autovettura elettrica prodotta dalla casa automobilistica inglese Lotus Cars a partire dal 2022.

## Contesto e nome

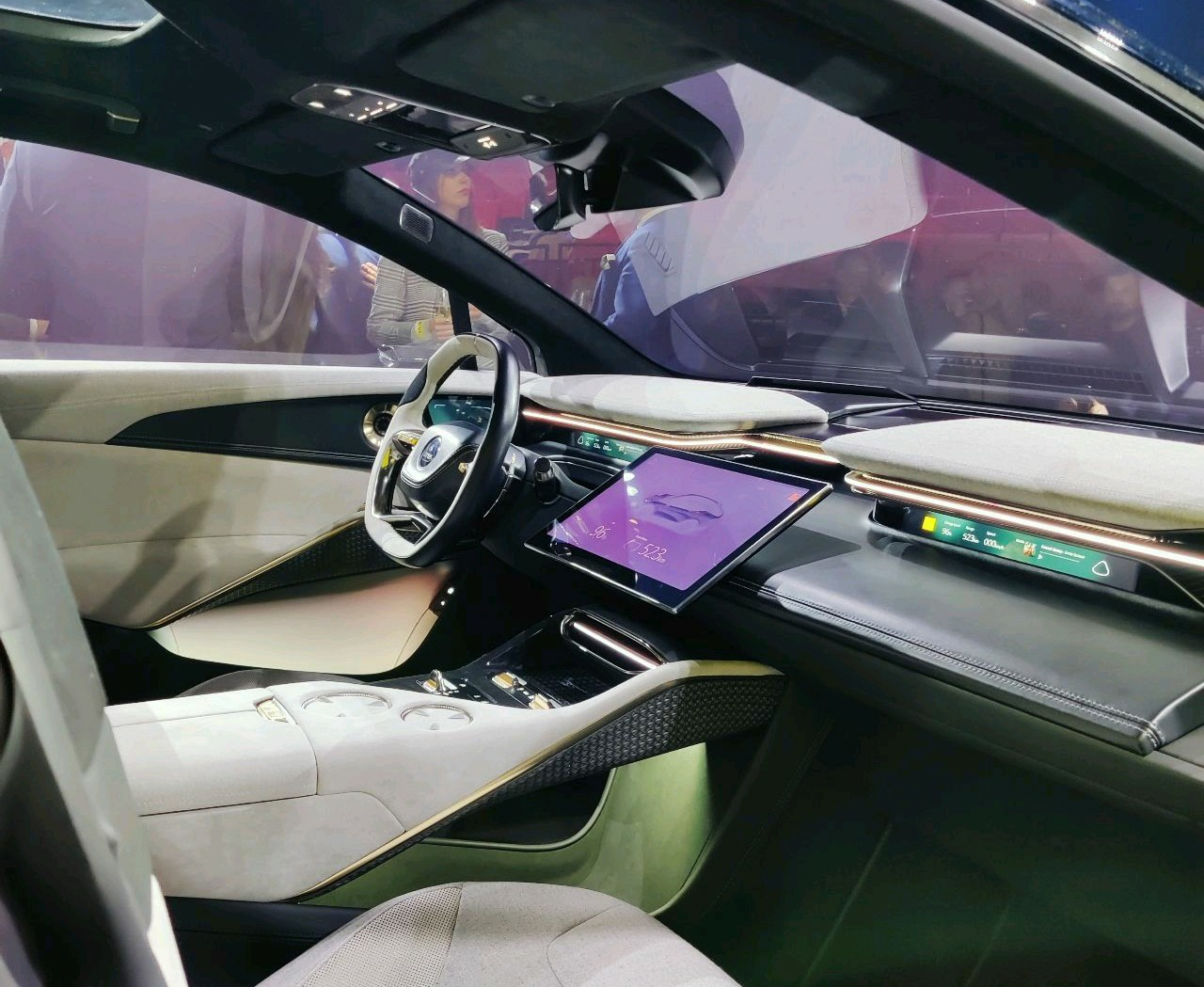
Interni

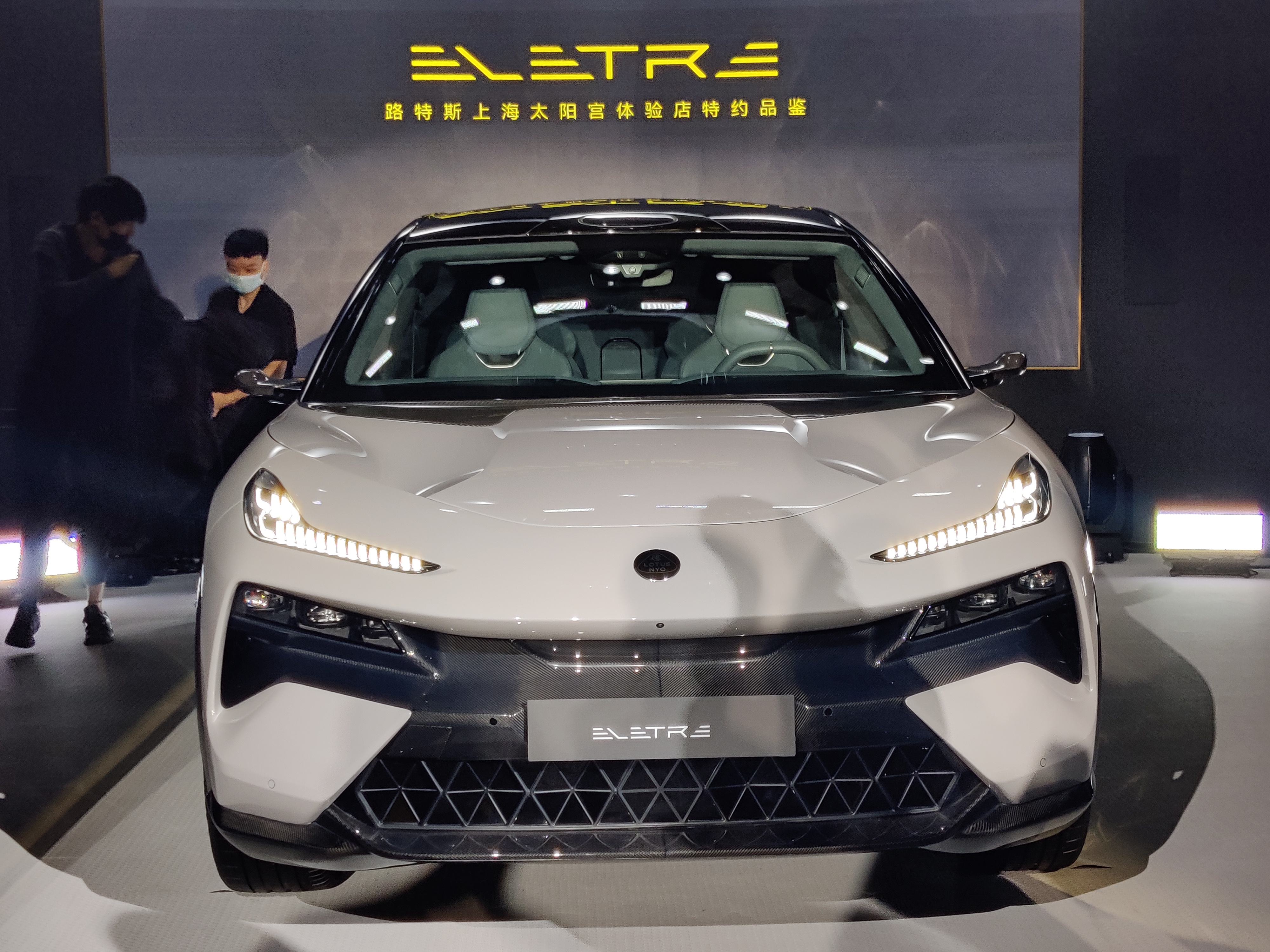
Dettaglio del frontale

Il progetto di un SUV con il marchio Lotus risale originariamente al 2016, quando l'allora CEO Jean-Marc Gales, aveva manifestato la volontà di produrne uno. Prima di questo progetto, la Lotus aveva già presentato nel 2006 il concept car di un crossover SUV, chiamato Lotus APX.
Presentata il 29 marzo 2022, è la prima vettura a 5 porte e a 5 posti nonché il primo SUV realizzato dall'azienda britannica, ed è anche il primo veicolo della Lotus prodotto al di fuori dei confini inglesi.
Il nome "Eletre" come tutte le Lotus inizia con la lettera "e", derivando dalla parola ungherese életre che significa "prendere vita".
La Lotus Eletre è stata progettata presso il Geely Design Studio di Coventry e viene prodotta nello stabilimento di Wuhan in Cina dal 15 luglio 2022.

## Tecnica e meccanica
Realizzata su una piattaforma SEA, la Eletre è dotata esclusivamente di motorizzazioni elettriche. Ad alimentarla ci sono due tagli di pacchi batteria ai polimeri di ioni di litio che vanno da 92 a 120 kWh, mentre a spingerla ci sono due motori elettrici sincroni a magneti permanenti, uno per asse con una potenza complessiva che varia tra i 600 e 750 CV a seconda della versione. La ricarica avviene tramite un sistema a 800 V, attraverso una colonnina veloce con possibilità di assorbire fino a 350 kW con una presa CC oppure tramite una wallbox fino a 22 kW con un presa CA. L'autonomia massima stimata secondo il ciclo di omologazione WLTP è di circa 600 km.
La vettura è dotata di un sistema di guida autonoma che funziona attraverso dei sensori LIDAR presenti sulle fiancate e sul tetto. I classici specchietti laterali sono sostituiti da telecamere che proiettano le immagini su dei display posti all'interno sulla parte superiore delle portiere.